# Passaredo Linhas Aéreas
Passaredo Linhas Aéreas, що діє як Passaredo, — бразильська регіональна авіакомпанія зі штаб-квартирою в місті Рібейран-Прету (штат Сан-Паулу). Портом приписки авіакомпанії і її головним транзитним вузлом (хабом) є Аеропорт імені доктора Лейти Лопеса в Рібейран-Прету.
Згідно зі звітом Національного агентства цивільної авіації Бразилії в 2010 році частка пасажирських перевезень Passaredo Linhas Aéreas в країні склала 0,64 % на внутрішніх маршрутах за показником перевезених пасажирів на кілометр дистанції.

## Історія
Історія авіакомпанії почалася в 1995 році з придбанням транспортною компанією «Viação Passaredo», яка займалася організацією автобусного сполучення між містами Бразилії, ліцензії на пасажирські авіаперевезення і кількох повітряних суден регіонального класу. В даний час обидві компанії належать фінансовій групі «Grupo Passaredo».
У квітні 2002 року всі рейси авіакомпанії були припинені і після реорганізації діяльності перевізника відновлені в 2004 році.

## Маршрутна мережа
У лютому 2011 року маршрутна мережа регулярних перевезень авіакомпанії Passaredo Linhas Aéreas включала в себе наступні пункти призначення:
- Арагуаїна — Аеропорт Арагуаїна
- Баррейрас
- Белу-Оризонті — Аеропорт імені Карлоса Друммонда ді Андраде
- Бразиліа — Міжнародний аеропорт Бразиліа
- Куритиба — Міжнародний аеропорт Афонсу Піна
- Куяба — Міжнародний аеропорт імені маршала Рондонія
- Гоянія — Міжнародний аеропорт Санта-Женев'єва
- Жи-Парана
- Лондріна — Аеропорт Лондріна
- Палмас — Аеропорт Палмас
- Порту-Алегрі — Міжнародний аеропорт Салгаду Филью
- Ресіфі — Міжнародний аеропорт Гуарарапис
- Рібейран-Прету — Аеропорт імені доктора Лейті Лопеса хаб
- Ріо-де-Жанейро — Аеропорт Сантос-Дюмон
- Салвадор — Міжнародний аеропорт імені депутата Луїса Едуардо Магальяса
- Сан-Жозе-ду-Ріу-Прету — Аеропорт Сан-Жозе-ду-Ріу-Прету
- Сан-Паулу — Міжнародний аеропорт Гуарульос
- Уберландія
- Віторія-да-Конкіста

## Флот

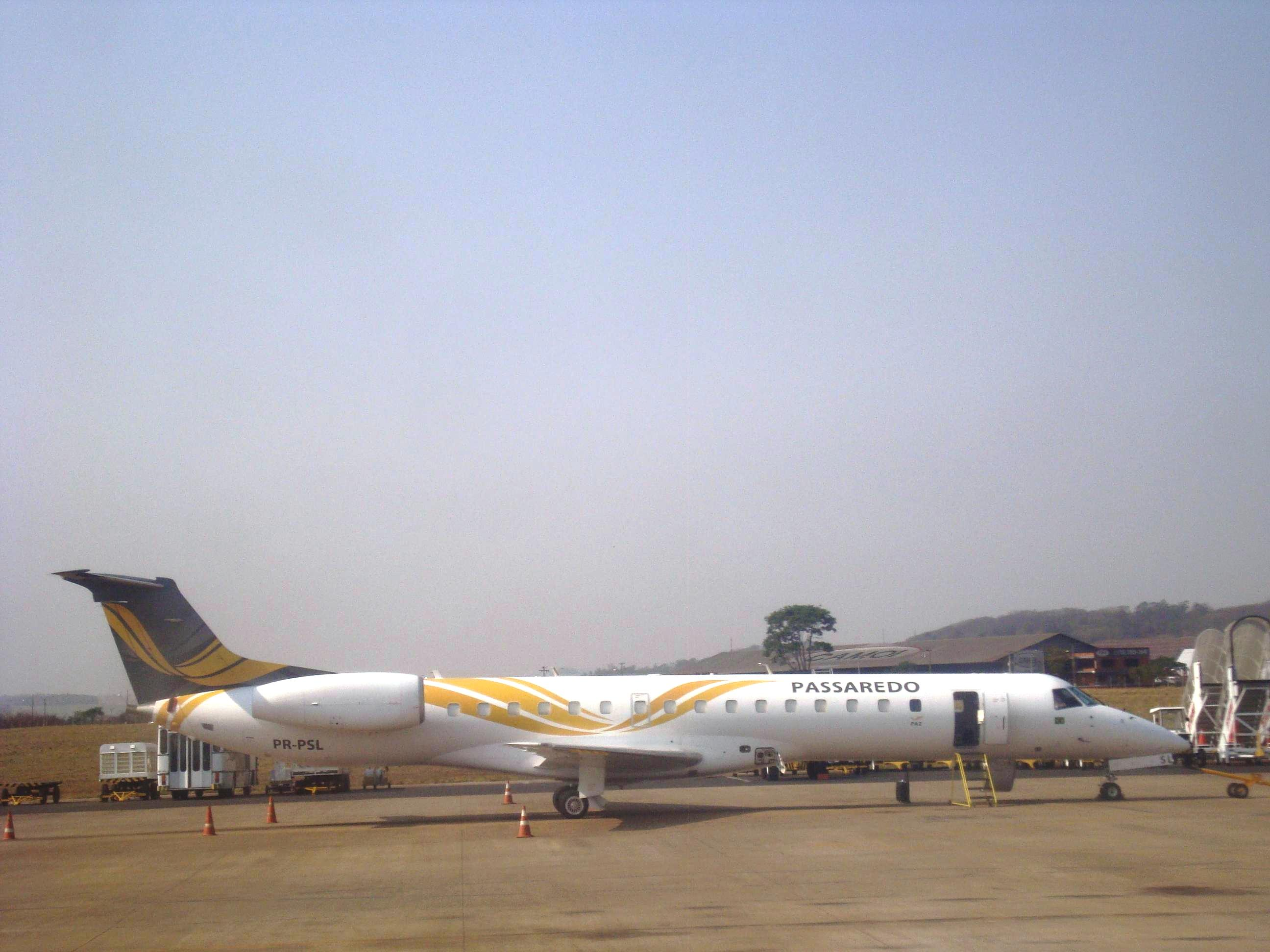
ERJ-145LR авіакомпанії Passaredo

У листопаді 2010 року повітряний флот авіакомпанії Passaredo Linhas Aéreas складали наступні літаки:

## Авіаподії і нещасні випадки
- 25 серпня 2010 року. Літак Embraer ERJ-145 (реєстраційний PR-PSJ), що виконував рейс 2231 з Сан-Паулу в Віторія-да-Конкіста, при виконанні посадки в аеропорту призначення торкнувся землі до злітно-посадкової смуги 15/33, внаслідок чого всі стійки шасі були відірвані від літака. Лайнер проповзав по смузі кілька сотень метрів і знову вийшов за її межі, зупинившись в ґрунті праворуч від смуги. В правому двигуні виникла пожежа, яку вдалося швидко загасити. З 24 пасажирів і 3 члени екіпажу, що знаходилися на борту літака, двоє отримали легкі поранення[5].